# 薩莫圖吉
51°47′57″N 32°26′45″E / 51.79917°N 32.44583°E
薩莫圖吉（烏克蘭語：Самотуги），是烏克蘭北部的村莊，隸屬切爾尼希夫州的科留基夫卡區。該村面積0.83平方公里，海拔高度147米，2001年人口115，人口密度每平方公里139.1人。